# 이교선 (춘천시의원)
이교선(李敎善, 1970년 5월 13일 ~ )는 대한민국의 제10대 강원도 춘천시의원이다.

## 학력
- 중앙국민학교 졸업
- 강원고등학교 졸업
- 경희호텔경영전문대학교 관광경영과 졸업

## 경력
- 춘천시민연대 운영위원
- 춘천시 관광협의회 사무국장
- 제19대 대통령 선거 문재인 후보 민주시민특보
- 춘천시민언론협동조합 대의원
- 춘천시 세팍타크로협회 부회장
- 강원고등학교 총동문회 부회장
- 민주평화통일자문회의 춘천시 협의회 자문위원
- 한국관광공사 비상임 이사
- 강원유통업협회 부회장
- 더불어민주당 전국대의원
- 더불어민주당 강원도당 유통산업발전특별위원회 위원장
- 더불어민주당 중앙당 을지키는민생실천위원회 부위원장
- 2020.04 ~ 2022.04 제10대 강원도 춘천시의회 의원
- 2020.04 ~ 2020.07 제10대 강원도 춘천시의회 전반기 경제도시위원회 위원
- 2020.07 ~ 2022.04 제10대 강원도 춘천시의회 후반기 경제도시위원회 위원
- 2020.07 ~ 2022.04 제10대 강원도 춘천시의회 후반기 의회운영위원회 위원
- 2022.10 ~ : 더불어민주당 강원도당 자치분권위원장

## 역대 선거 결과
|  | 46.53% |

|  | 44.15% |